# Global Poker League 2016
Die Global Poker League 2016 war die erste Saison dieser vom Global Poker Index veranstalteten Pokerliga und wurde ab dem 5. April 2016 ausgetragen. Die Playoffs fanden ab dem 29. November statt, das Finale wurde am 1. Dezember 2016 gespielt.

## Modus
In der Liga befanden sich zwölf Teams (sechs aus Amerika und sechs aus Eurasien), die jeweils aus sechs Spielern bestanden. Gespielt wurde zunächst in zwei Gruppen, die nach Amerika und Eurasien aufgeteilt waren. Der Teammanager war selbst nicht automatisch Teil des Teams, er verteilte jedoch zwei Wildcards, wovon er eine an sich vergeben konnte. Alle Spiele wurden auf der Website der GPL sowie auf Twitch per Livestream übertragen und dort von Griffin Benger und Sam Grafton kommentiert. Gespielt wurde stets die Variante No Limit Hold’em. Es gab drei Spielformate:
- Dienstags online mit je einem Spieler aus allen sechs Gruppenteams. Dabei wurden wie folgt Punkte verteilt:
  - 1. – 7 Punkte
  - 2. – 5 Punkte
  - 3. – 3 Punkte
  - 4. – 2 Punkte
  - 5. – 1 Punkt
  - 6. – 0 Punkte
- Mittwochs und donnerstags online mit je einem Spieler aus zwei Gruppenteams, d. h. ein Heads-Up. Es wurden drei Duelle gespielt, dabei wurden wie folgt Punkte verteilt:
  - 3 Punkte für einen Sieg (insgesamt also 9 Punkte möglich)
  - 0 Punkte für eine Niederlage
- Drei bis sechs Spiele in der regulären Saison sowie die Finalrunde wurden live vor Publikum ausgetragen.

## Teams

### Amerika

#### LA Sunset
Maria Ho fungierte als Teamkapitänin von LA Sunset. Sie vergab die Wildcard an den Schauspieler Aaron Paul.
- Maria Ho (Teammanagerin)
- Fedor Holz
- Olivier Busquet
- Eugene Katschalow
- Chance Kornuth
- Aaron Paul (Wildcard)

#### Las Vegas Moneymakers
Teamchef Chris Moneymaker vergab die Wildcard für die Las Vegas Moneymakers an Scott Ball.
- Chris Moneymaker (Teammanager)
- Anthony Zinno
- Jonathan Duhamel
- Jake Cody
- Jonathan Little
- Scott Ball (Wildcard)

#### Montreal Nationals
Teammanager Marc-André Ladouceur vergab die Wildcard an seinen Landsmann Jason Lavallée, wodurch sein Team Montreal Nationals bis auf den Schweden Martin Jacobson ausschließlich aus Kanadiern bestand.
- Marc-André Ladouceur (Teammanager)
- Mike McDonald
- Martin Jacobson
- Xuan Liu
- Pascal Lefrançois
- Jason Lavallée (Wildcard)

#### New York Rounders
Teamkapitän Bryn Kenney vergab die Wildcard in seinem rein amerikanischen Team New York Rounders an seinen jüngeren Bruder Tyler.
- Bryn Kenney (Teammanager)
- Jason Mercier
- Tom Marchese
- Kevin MacPhee
- Jason Wheeler
- Tyler Kenney (Wildcard)

#### San Francisco Rush
Faraz Jaka holte Jonathan Jaffe per Wildcard ins Team San Francisco Rush.
- Faraz Jaka (Teammanager)
- Phil Galfond
- Anthony Gregg
- Kitty Kuo
- Anton Wigg
- Jonathan Jaffe (Wildcard)

#### São Paulo Mets
Teammanager André Akkari wählte sich nicht selbst per Wildcard ins Team, sondern vergab die Plätze für die São Paulo Mets an seine Landsmänner Felipe Ramos und João Bauer.
- Darren Elias
- Byron Kaverman
- Thiago Nishijima
- João Simão
- Felipe Ramos (Wildcard)
- João Bauer (Wildcard)

### Eurasien

#### Berlin Bears
Philipp Gruissem wählte sich nicht selbst per Wildcard ins Team der Hong Kong Stars und holte dafür die US-Amerikaner Bill Perkins und Daniel Cates ins Boot.
- Brian Rast
- Sorel Mizzi
- Dominik Nitsche
- Jeff Gross
- Bill Perkins (Wildcard)
- Daniel Cates (Wildcard)

#### Hong Kong Stars
Teamkapitänin Celina Lin holte ihren Partner Randy Lew per Wildcard zu den Hong Kong Stars.
- Celina Lin (Teammanagerin)
- Weiyi Zhang
- Raiden Kan
- Guo Dong
- Bryan Huang
- Randy Lew (Wildcard)

#### London Royals
Teammanagerin Liv Boeree vergab die Wildcard ihres Teams London Royals an Sam Trickett.
- Liv Boeree (Teammanagerin)
- Igor Kurganow
- Vanessa Selbst
- Chris Moorman
- Justin Bonomo
- Sam Trickett (Wildcard)

#### Moscow Wolverines
Anatoli Filatow holte per Wildcard den Ukrainer Igor Jaroschewski ins Team der Moscow Wolverines.
- Anatoli Filatow (Teammanager)
- Dzmitry Urbanovich
- Wladimir Trojanowski
- Andrei Pateitschuk
- Sergei Lebedew
- Igor Jaroschewski (Wildcard)

#### Paris Aviators
Fabrice Soulier vergab die Wildcard der Paris Aviators an seinen Landsmann Alexandre Luneau.
- Fabrice Soulier (Teammanager)
- Bertrand Grospellier
- Davidi Kitai
- George Danzer
- Mike Leah
- Alexandre Luneau (Wildcard)

#### Rome Emperors
Max Pescatori vergab die Wildcard der Rome Emperors an den Amerikaner Todd Brunson.
- Max Pescatori (Teammanager)
- Mustapha Kanit
- Dario Sammartino
- Timothy Adams
- Walter Treccarichi
- Todd Brunson (Wildcard)

## Ergebnisse

### Gruppenphase
Die besten vier Teams der Erdteile erreichten die Playoffs.
| Platz | Team                  | Punkte | Siege |
| ----- | --------------------- | ------ | ----- |
| 1     | Montreal Nationals    | 199    | 19    |
| 2     | LA Sunset             | 188    | 19    |
| 3     | Sao Paulo Mets        | 183    | 16    |
| 4     | San Francisco Rush    | 161    | 16    |
| 5     | New York Rounders     | 158    | 12    |
| 6     | Las Vegas Moneymakers | 140    | 11    |

| Platz | Team              | Punkte | Siege |
| ----- | ----------------- | ------ | ----- |
| 1     | Moscow Wolverines | 171    | 14    |
| 2     | Hong Kong Stars   | 164    | 14    |
| 3     | Berlin Bears      | 160    | 13    |
| 4     | London Royals     | 156    | 15    |
| 5     | Rome Emperors     | 156    | 14    |
| 6     | Paris Aviators    | 154    | 11    |

### Playoffs
Die Playoffs wurden am 29. und 30. November 2016 gespielt.
| 29. November 2016  |   |                    |     |
| Montreal Nationals | – | San Francisco Rush | 4:3 |
| LA Sunset          | – | Sao Paulo Mets     | 4:3 |
| LA Sunset          | – | Montreal Nationals | 2:4 |
| 30. November 2016  |   |                    |     |
| Moscow Wolverines  | – | London Royals      | 4:1 |
| Hong Kong Stars    | – | Berlin Bears       | 2:4 |
| Moscow Wolverines  | – | Berlin Bears       | 3:4 |

### Finale
Das Finale fand am 1. Dezember 2016 statt.
| 1. Dezember 2016 |   |                    |     |
| Berlin Bears     | – | Montreal Nationals | 5:6 |